# Termisk komfort
Termisk komfort är ett begrepp som används för att beskriva hur ett utrymme upplevs av människan temperaturmässigt.
De faktorer som påverkar den termiska komforten är:
- riktad operativ temperatur
- golvtemperatur
- den riktade operativa temperaturens differens i olika punkter (det skall inte vara 15°C vid dina fötter och 25°C vid huvudet när du står i ett rum)
- lufthastigheten

En acceptabel termisk komfort kan till exempel vara 20°C riktad operativ temperatur, 20°C golvtemperatur samt mindre än 0,15 m/s lufthastighet.

## Kroppen och termisk komfort
Människokroppen försöker själv att kontrollera den termiska komforten med hjälp av både medvetna och undermedvetna handlingar. Medvetna handlingar kan exempelvis vara att individen känner sig kall och tar på mer kläder, alternativt, känner sig varm och tar av kläder. Exempel på undermedvetna handlingar är att kroppen själv portionerar ut kroppsvärmen. Oftast får händerna mindre värme för att istället lägga mer fokus på de vitala organen.
Det är därför viktigt att inse att den termiska komforten påverkar både människans trivsel och människan välmående. Det finns större och mindre hälsoproblem gällande den termiska komforten. Värmeslag, och dåligt sömn, är två konsekvenser som oftast drabbar mer känsliga grupper, så som barn, sjuka eller äldre. Det finns även forskning som visar att inomhustemperaturer under 20°C kan minska risken för fetma.